# カール・ホブランド
カール・ホブランド（Carl Iver Hovland、1912年6月12日-1961年4月16日）は、アメリカ合衆国の心理学者で、イェール大学で働き、第二次世界大戦中にはアメリカ陸軍に従事した。行動変化と説得の専門家である。
ホブランドはイリノイ州シカゴで生まれた。アメリカ陸軍でフランク・キャプラのプロパガンダ映画『Why We Fight（なぜ我々は戦うのか）』の兵士への効果を研究した後、スリーパー効果を最初に報告した。後にホブランドは、集団思考の研究で有名になるアーヴィング・ジャニスと一緒にこの問題に取り組んだ。
彼は、行動変化における社会的判断理論の発展にも貢献し、1961年に耳下腺の癌のために死去した。